# Massa Fiscaglia
Massa Fiscaglia är en ort och frazione i kommunen Fiscaglia i provinsen Ferrara i regionen Emilia-Romagna i Italien.
Massa Fiscaglia upphörde som kommun den 1 januari 2014 och bildade med de tidigare kommunerna Migliarino och Migliaro den nya kommunen Fiscaglia. Den tidigare kommunen hade 3 545 invånare (2013).